# Balincë
Balincë / Balince (cyr. Балинце) – wieś w Kosowie, w regionie Prizren, w gminie Malishevë/Mališevo. W 2011 roku liczyła 1404 mieszkańców.